# إبراهيم بنبويلة
إبراهيم بنبويلة هو دراج مغربي من مواليد 29 نوفمبر 1959 بمدينة مراكش، شارك في أولمبياد 1984.

## روابط خارجية
- إبراهيم بنبويلة على موقع إحصائيات الدراجات الإحترافية (الإنجليزية)
- إبراهيم بنبويلة على موقع أوليمبيديا (الإنجليزية)
- إبراهيم بنبويلة  على موقع SportsReference  - سبورتس رفرنس